# Purwo Sari
Purwo Sari is een bestuurslaag in het regentschap Kendal van de provincie Midden-Java, Indonesië. Purwo Sari telt 2704 inwoners (volkstelling 2010).